# Use Your Brain
Use Your Brain ist das zweite Studioalbum der schwedischen Crossover-Band Clawfinger. Es erschien am 23. März 1995 über WEA Records.

## Entstehung
Die ersten Ideen für das zweite Studioalbum sammelte die Band während der Tournee zum Debütalbum Deaf Dumb Blind im Tourbus. Auch wenn die Band laut des Gitarristen Bård Torstensen viel Equipment für das Aufnehmen und Arrangieren dabei hatte, wurde dieses jedoch kaum genutzt. Nach dem Ende der Tourneen entstanden schließlich in weniger als zwei Monaten zwölf Lieder, die auch komplett auf dem Album verwendet wurden.
Wie das Debütalbum wurde auch Use Your Brain in den Decibel Studios in Stockholm aufgenommen. Produziert wurde das Werk von Jacob Hellner und der Band. Gemischt wurde das Album von Stefan Glaumanm, während Björn Engelman das Mastering übernahm. Als Gastmusiker sind Ricard Netterman als Perkussionist sowie Sleepy als Scratcher zu hören. Bei dem Lied Do What I Say sind die Brüder Cederic und Sebastian St. Just zu hören. Für die Lieder Pin Me Down, Do What I Say und Tomorrow wurden Musikvideos gedreht. Das Album wurde im Jahre 2004 mit den Bonustiteln Better than This, Three Good Riffs und Armageddon Down wiederveröffentlicht.

## Hintergrund
Die Texte sind im Gegensatz zum Debütalbum „härter“. Laut Sänger Zak Tell wären die „gesellschaftlichen Verhältnisse schlechter geworden, was sich in der Kunst und in der Musik wiederspiegeln [sic!]“ würde. Das Lied Die High schrieb Sänger Zak Tell nach einem Konzert, wo Clawfinger im Vorprogramm von Pantera gespielt haben. Zu Beginn von Panteras Auftritt wurde ein großes Marihuanablatt an eine Wand projiziert, bevor deren Sänger Phil Anselmo die Zuschauer noch aufforderte, Marihuana zu rauchen und beim Sex auf Kondome zu verzichten.

„Zwölfjährige finden so etwas natürlich cool. Alle Bands, die von der Legalisierung von Drogen sprechen, haben doch einen Knall. Ich glaube nicht an die Legalisierung von Drogen, nicht in einer Gesellschaft wie der unseren. Die Probleme werden dadurch nicht gelöst.“

Do What I Say handelt von den Konflikten zwischen Eltern und ihren Kindern. Um bei den Kinderstimmen im Refrain für die nötige Wut zu erreichen, haben die Musiker den Brüdern Cederic und Sebastian St. John erzählt, dass sie ihre Game Boys verkauft hätten. Für das Lied Wipe My Ass tauchte Sänger Zak Tell in die Niederungen seiner Pubertät ein. Laut Jocke Skog war der Text sei der Text „so doof geworden, dass die Plattenfirma ihn ursprünglich nicht veröffentlichen wollte“.
Das Lied What Are You Afraid Of ist dagegen ein reines Spaßlied. Laut dem Gitarristen Bård Torstensen würde es „Spaß machen, mitzusingen und zu bangen, bis einem die Zunge auf den Boden hängt“.

## Rezeption

### Rezensionen
Für Markus Kavka vom deutschen Magazin Metal Hammer würde Use Your Brain die Messlatte im Bereich des diplomierten Crossover neu legen. Das Album wäre „die konsequenten, nocht tightere Fortführung des ohnehin schon fast tadellosen Debüts“. Wegen der „smarten Texte und coolen Samples und Scratches“ vergab Kavka sieben von sieben Punkten. Martin Davey vom Onlinemagazin Metal Music Archives fehlt auf Use Your Brain die „jugendliche Ausgelassenheit“. „Wenige Momente der schieren Genialität“ werden durch eine „Fülle von Fülltiteln erstickt“. Die guten Lieder wären jedoch „gute Gründe dafür, dem Album eine Chance zu geben“. Davey vergab drei von fünf Punkten.

### Chartplatzierungen
Use Your Brain erreichte Platz sechs der Schweizer, Platz sieben der schwedischen, Platz acht der deutschen und Platz neun der österreichischen Albumcharts. Im Vereinigten Königreich belegte das Album Platz 80, was die erste Platzierung in den dortigen Albumcharts bedeutete. Clawfinger errichten damit in Deutschland, Österreich und im Vereinigten Königreich die höchsten Chartplatzierungen der Bandgeschichte. Die Single Pin Me Down belegte Platz 28 der schwedischen und Platz 87 der britischen Singlecharts.

### Erfolg
Laut einem Artikel der Neuen Osnabrücker Zeitung anlässlich eines Clawfinger-Konzerts am 15. Dezember 2017 in Papenburg habe sich Use Your Brain alleine in Deutschland über 250.000 Mal verkauft. Hierfür hätte die Band eine Goldene Schallplatte erhalten müssen, die der Band allerdings bis heute nicht verliehen wurde.